# 李忠海
李忠海，1962年8月—，香港作家，時事評論員。

## 生平
生於中國寧夏回族自治區平羅縣，1979年以該縣高考狀元考入蘭州大學歷史系，之後求學東北師範大學，拜師著名史學家盧文中教授、姜德昌教授，獲歷史學碩士學位，爾後返寧夏大學歷史系任教，並於1992年考入西北大學文博學院，師從著名史學家彭樹智教授，修業三年獲史學博士學位，畢業後即移居香港。先後於香港教育學院、香港大學專業進修學院任教，期間並修讀暨南大學漢語語言學博士課程。

## 成就
李忠海長期從事學術研究，於漢語學、歷史學、經濟學、政治學、社會學、法律等學科多有建樹，曾於各類各級學術刊物發表論文逾千篇。出版語言學著述六部，之後歷經八年抗戰，完成四卷本140萬字的長篇傳記 ---《李嘉誠傳》，這是迄今為止最為權威的李傳，也是迄今為止全球篇幅最大的人物傳記。此外還撰寫出版了《李焯芬傳》等文史著作。李忠海還擅長書畫，早年曾舉辦個人書畫展、篆刻展，近年轉攻油畫及書法。